# Gustav Mayer (Revolutionär)

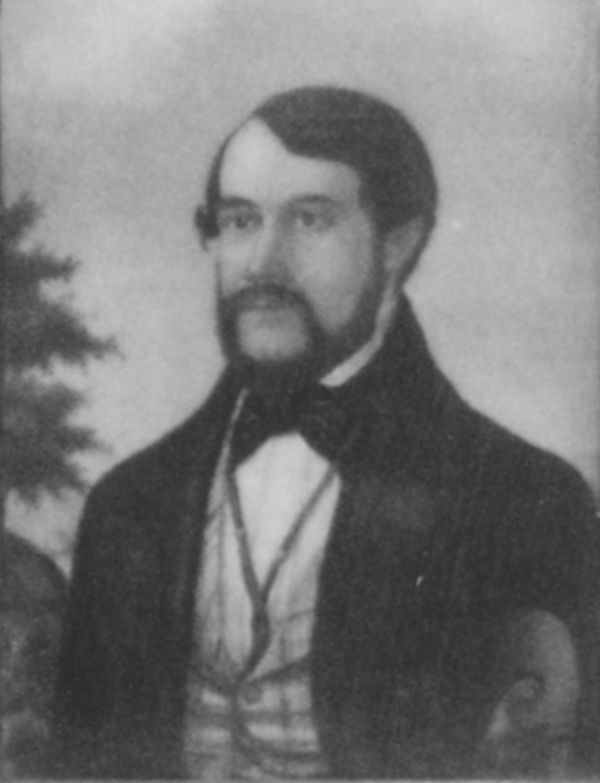
Gustav Mayer

Karl Gustav Mayer (* 22. August 1810 in Heilbronn; † 7. August 1852 in St. Louis) war Apotheker und Revolutionär. Er war ein Bruder des Arztes und Physikers Robert Mayer und hatte in Sinsheim eine maßgebliche Rolle während der Revolution von 1848/49 inne. Nach Niederschlagung der Revolution floh er über Straßburg in die USA, wo er wenig später wohl an Typhus starb.

## Leben
Er war der zweite Sohn des Heilbronner Apothekers Christian Mayer aus der Rosenapotheke. Wie sein älterer Bruder Fritz schlug er ebenfalls eine Apothekerlaufbahn ein. 1836 heiratete er in Großgartach Amalie Eberbach. Um 1840 erwarb er die Apotheke in Meßkirch, wo er die badische Staatsbürgerschaft annahm und im Gemeinderat tätig war.
1844/1845 wechselte er als Apotheker nach Sinsheim, indem er die Apotheke in Meßkirch an den Apotheker Hauser in Tuttlingen verkaufte und im Gegenzug die Sinsheimer Apotheke von Apotheker Greiff erwarb, der darauf nach Pforzheim verzog. Da das Geschäft nicht reibungslos verlief, bediente Mayer sich einer Zwischenfinanzierung durch den Großgartacher Schwager Carl Ferdinand Eberbach.
In Sinsheim machte sich Mayer bald als politischer Redner und Agitator einen Namen und wurde zum Wortführer und Zivilkommissär der Aufständischen während der Revolution 1848. Mayer war beeinflusst von Friedrich Hecker, Georg Herwegh und Gustav Struve, aber auch von seinem Bruder Fritz und den linksliberalen Kreisen in Heilbronn. Im April 1848 gelang ihm die Bewaffnung der Sinsheimer Bürgerwehr, mit deren Rückendeckung er am 24. April 1848 vom Sinsheimer Rathaus die demokratische Republik ausrief. Mit den Bewaffneten zog Mayer dann über Heidelberg nach Karlsruhe. Wegen der Niederschlagung des Aufstandes flüchtete Mayer mit seinem Zweitapotheker Emil Herwig nach Straßburg. Ab dem 28. April 1848 wurden beide steckbrieflich gesucht. Der badische Staat konfiszierte einen Teil von Mayers Vermögen, während Mayers Grundbesitz noch durch eine Forderung von Schwager Eberbach in Höhe von 30.000 Gulden vom Zugriff des Staates geschützt war. Nach dem Freispruch gegen die am Aufstand beteiligten Redakteure Fickler und Steinmetz ließ der badische Staat die Anklage gegen Mayer fallen. Dieser hielt sich jedoch weiterhin in Straßburg versteckt und traf von dort aus Vorbereitungen, falls der Staat die Revolutionäre weiter verfolgen würde. Mit notarieller Vollmacht aus Straßburg verkaufte Mayers Frau im Januar 1849 das Haus und die Apotheke in Sinsheim an Apotheker Hunkele aus Neuhausen.
Als im Mai 1849 die Revolution erneut entbrannte, erließ die provisorische Karlsruher Regierung eine Amnestie für politische Straftaten von 1848. Mayer erhielt dadurch wieder Zugriff auf sein beschlagnahmtes Vermögen und kehrte nach Baden zurück, wo er sich zunächst in Karlsruhe aufhielt. Später wurde er Offizier der deutsch-polnischen Legion, die im Odenwald gegen preußische und Reichstruppen kämpfte. Aufgrund des ungleichen Kräfteverhältnisses war eine baldige Niederlage des Aufstandes absehbar. Mayer beratschlagte am 23. Juni 1849 mit seinem Bruder Fritz im Gasthaus Rotes Haus in Karlsruhe die Lage und die Folgen für ihre Familien. Noch in der Nacht wurden die Aufständischen von Karlsruhe bis nach Bretten zurückgeschlagen. Fritz Mayer wurde am Folgetag in Eppingen verhaftet.
Gustav Mayer floh abermals nach Straßburg und wanderte dann gemeinsam mit Emil Herwig in die USA aus, wo er in St. Louis eine Apotheke eröffnete. Herwig trennte sich von Mayer und ging nach Philadelphia. Beide wurden in Baden Ende Juli 1849 wieder steckbrieflich gesucht. Gustav Mayers Frau regelte unterdessen in Baden die letzten finanziellen Dinge und folgte danach unbehelligt mit den Kindern über Straßburg in die USA nach.
Im Juni 1850 wurde Gustav Mayer in Baden in Abwesenheit wegen Hochverrats zu einer mehrjährigen Haftstrafe verurteilt. Außerdem hatte der badische Staat Schadensersatzforderungen in Höhe von 3 Mio. Gulden gegen Mayer und 107 seiner Genossen. Der badische Staat versuchte unablässig mit allerlei Klagen, Geld von Mayer und seinen Verwandten einzutreiben, blieb aber aufgrund der verworrenen Rechtslage lange Zeit erfolglos. Schließlich einigte sich ein Heidelberger Rechtsanwalt 1854 im Auftrag der Familie Mayer mit dem Staat Baden auf eine Zahlung von 5.000 Gulden.
Der Familie von Gustav Mayer war in St. Louis kein gnädiges Schicksal vergönnt. Weder er noch seine Frau erlebten den Ausgang der gegen ihn gerichteten Klagesache. Mayers Frau Amalie verstarb Anfang 1852 an Typhus, Mayer selbst verstarb noch im selben Jahr, vermutlich aufgrund derselben Erkrankung. Die Spur seiner Söhne verliert sich relativ schnell, lediglich die beiden Töchter Emilie und Franziska Anna kehrten nach dem Tod der Eltern nach Süddeutschland zurück und lebten fortan im Hause ihres Onkels Robert Mayer.